# Catharina Roodzant
Catharina (Toos) Roodzant (nascuda Glimmerveen) (Rotterdam, 21 d'octubre de 1896 – 24 de febrer de 1999) fou una mestra d'escacs neerlandesa.

## Resultats destacats en competició
Va guanyar tres cops el Campionat femení dels Països Baixos (1935, 1936 i 1938). També va perdre un matx pel títol contra Fenny Heemskerk 0.5 : 4.5 el 1937, i dos matxs contra Sonja Graf, 0.5 : 3.5 el 1937 i 1 : 3 el 1939, ambdós a Rotterdam.
Va empatar als llocs 10è-16è al 6è Campionat del món d'escacs femení a Estocolm 1937, i empatà als llocs 7è-8è al 7è Campionat del món femení que es va celebrar durant la 8a Olimpíada d'escacs a Buenos Aires 1939 (Vera Menchik va guanyar ambdós esdeveniments).
Va participar en les primeres Olimpíades d'escacs femenines a Emmen 1957 formant equip inicialment amb Fenny Heemskerk, tot i que aquesta va haver d'abandonar la competició només dos dies després de començada, a causa de la mort del seu pare.